# Когда цветёт папоротник (опера)
Когда цветёт папоротник (укр. Коли цвіте папороть) — фольк-опера Евгения Станковича в трех актах. Написанная в середине 1970-х годов, впервые прозвучала в концертном исполнении 2011 года, сценическая премьера оперы состоялась в 2017 году. Литературной основой оперы стали произведения Николая Гоголя, национальный фольклор, героический эпос, народные обряды.

## История
Опера была написана по заказу французской концертной фирмы «Алитепа» для всемирной выставки в Париже. Премьера оперы на Украине была запланирована на 1978 год в дворце «Украина», на премьеру были приглашены французские представители. Однако выполнение было сорвано советской цензурой, а декорации и костюмы к постановке — уничтожены.
По мнению редакции журнала «Музыка» причиной запрета было «желание табуировать любое проявление этнической самобытности». Максим Стриха отмечает, что запрет оперы пришёлся на эпоху «задушенного десятилетия» и пребывание на должности секретаря ЦК КПУ по идеологии Валентина Маланчука — человека, который «патологически ненавидит украинскую культуру и её представителей».
Несмотря на свержение советского режима, в 1990-е годы и значительный общественный интерес к этому произведению, в течение 20 лет независимости опера не исполнялась в полном объёме. Лишь отдельные хоровые номера оперы исполнялись хором «Киев» и народным хором им. Веревки. По мнению Максима Стрихи, нежелание исполнять оперу во времена украинской независимости объясняется тем, что с одной стороны опера «не укладывается… в официальную парадигму построения „государства Украина“», а также ориентацией Национальной оперы на интересы западных антрепренёров. Узкому кругу специалистов была известна также аудиозапись последней генеральной репетиции фольк-оперы (27 октября 1979 г.) с участием Хора им. Г. Веревки и симфонического оркестра под руководством Ф. Глущенко. В 2005 году опера стала предметом диссертационного исследования Р. Станкович-Спольской.
Премьера оперы в концертном исполнении состоялась только 8 апреля 2011 года — спустя 33 года, после её создания. Премьера была осуществлена силами Национального симфонического оркестра Украины и Народного хора им. Веревки под руководством В. Сиренко в зале Киевской филармонии в рамках ежегодного фестиваля «Музыкальные премьеры сезона».
Сценическая премьера оперы состоялась 15 декабря 2017 года на сцене Львовского оперного театра.

## Характеристика
Опера «Когда цветёт папоротник» является ярким примером неофольклоризма в оперном жанре и является новаторской в ряде отношений. Впервые в оперном жанре композитор соединил звучание симфонического оркестра с аутентичным пением народного хора, вековые традиции фольклора — с авангардными средствами выразительности, а в оркестровую партитуру ввел народные инструменты.
Р. Станкович-Спольская в диссертационном исследовании отмечает такие жанровые особенности —
отсутствие содержательной целостности и завершенности, его построение на основе народно-песенного материала, яркая лексически-стилистическая аутентичность, мотивировка сюжетных повторов и ситуационных «дублей», стойкая вариантность и даже импровизационность в последовательности развертывания содержания. Показательной для постмодернистского искусства является расслоённость содержания: действие в опере происходит в нескольких разных и «смещенных» в хронологическом смысле культурно-временных плоскостях, которые никак сюжетно между собой не пересекаются, а координируются на идейно-символическом и композиционно-интонационном уровнях.
В композиционном отношении опера представляет собой трёхактную структуру. Первый и третий акт выдержаны в номерной структуре, второй привлекает логику сонатно-симфонического цикла и использует сквозной принцип построения жанрового строения. Композитор сохраняет такие традиционные приемы, как применение номерной композиционных арок между крайними актами, и черт репризности. Впрочем, повторные структуры характеризуются поливекторным углублением образного развития и новым уровнем художественно-интонационного обобщения.
Опере свойственно наличие картин-символов. Оперные или инструментально-балетные сцены символизируют определённые национальные универсалии и «сцепляются» в самостоятельный образный ряд на основе либреттной канвы. Идея символизации оперных структур по мнению исследователей черпает своё вдохновение из украинской народной песни.
Ряд жанровых особенностей оперы происходит от хореографических и симфонических жанров. Признаками симфонического мышления автора является лейт-тематизм и лейтмотивизм, репризно-тематическая арочность, активная трансформация тематизма, семантически-образная иерархия и многофункциональность общего тематического комплекса. Балетному творчеству Станковича свойственна чёткость визуального видения звучащего материала, образная конкретность, символическая картинность и изобразительная содержательность тематизма — эти черты также проявились в опере «Когда цветет папоротник».

## Публикации на украинском языке
- Станкович-Спольська Р. Фольк-опера Є. Станковича «Цвіт папороті» як факт національної історії // Київське музикознавство. Вип. 8. — К.: КДВМУ, 2002. — С. 180—188. (укр.)
- Станкович-Спольська Р. Неофольклоризм в опері XX століття і «Цвіт папороті» Є.Станковича // Музика у просторі культури. Науковий вісник НМАУ ім. П.І.Чайковського. Вип. 33. — К.: НМАУ, 2004. — С. 254—263. (укр.)
- Станкович-Спольська Р. Фольклорні джерела «Цвіту папороті» Є. Станковича // Київське музикознавство. Вип. 11. — К.: КДВМУ, 2004. — С. 123—131. (укр.)